# Гизелхер
Гизелхер (на немски: Giselher) е според Песента за Нибелунгите крал на бургундите през 411 – ? г.

## Биография
Той е син на крал Гибика. Гизелхер живее заедно с майка си Уте, братята си Годомар и Гундахар (Гунтер) и сестра си Кримхилда във Вормс.
При посещението на Атила в бургундския двор, Гизелхер е убит по време на боя в залата от Волфхард, племенникът на Хилдебранд.
Той е последван на трона от брат му Гундахар (Гунтер).